# Mobirise
Mobirise Website Builder è un'applicazione freeware di web design, sviluppata da Mobirise, la quale permette all'utente di creare e pubblicare siti web basati su Bootstrap, senza l'utilizzo di codice.
Ha ricevuto l’attenzione di Huffington Post, IDG, TechRadar, About.com ed è conosciuto come alternativa offline a famosi costruttori per siti web come Wix.com, Weebly, Jimdo, Webydo, Squarespace.

## Storia
La prima versione beta 1.0 è stata rilasciata il 19 maggio 2015 puntando l’attenzione alla progettazione Web senza l’utilizzo di codici e alla produzione di siti web conformi all'aggiornamento per l’ottimizzazione ai dispositivi mobili di Google. Il 30 settembre 2015 è stata rilasciata la versione 2.0, che ha inserito la possibilità di utilizzare menu a discesa, moduli di contatto, animazioni, supporto ai temi e alle estensioni di terze parti. Dalla versione 3.0, sono presenti alcuni nuovi temi ed estensioni ed è stato introdotto il supporto a Bootstrap 4.
Il 16 giugno 2017 è stata rilasciata la versione 4.0, che contiene un nuovo motore interno, una nuova interfaccia e un nuovo tema predefinito per i siti web. L'ultima versione disponibile è la 5.8.0.